# Cophura brevicornis
Cophura brevicornis là một loài ruồi trong họ Asilidae. Cophura brevicornis được Williston miêu tả năm 1883. Loài này phân bố ở vùng Tân Bắc giới.